# 维尔普拉特
维尔普拉特（英語：Ville Platte）是美国路易斯安那州下属的一座城市。根据2010年美国人口普查，该市有人口7,430人。建置上，属于“city”。